# Râul Bido
Râul Bido este un curs de apă, afluent al râului Ponor.

## Hărți
- Munții Anina [nefuncțională – arhivă]
- Harta Județului Caraș-Severin